# Famille Pasta
Pour les articles homonymes, voir Pasta.
 (août 2024).
La famille Pasta est une famille patricienne de Venise, originaire de Bergame.

## Historique
Elle fut agrégée à la noblesse de Venise en payant la taxe de 100 000 ducats prévus à cet effet en 1669.

## Armes

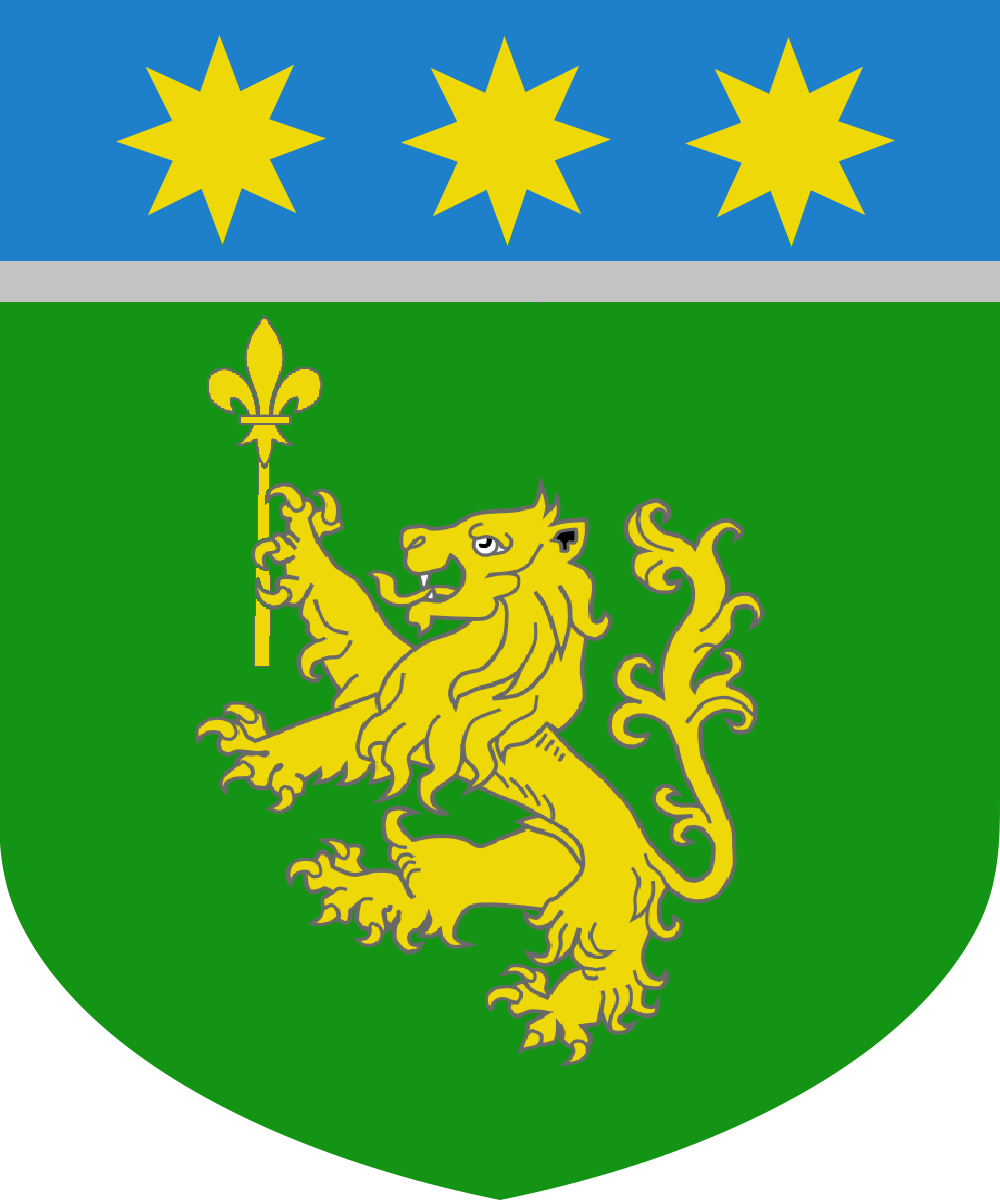
armes des Pasta

Les armes des Pasta sont de sinople avec un lion d'or rampant, qui tient de son pied droit de devant une fleur de lys de même métal. Sous un chef d'azur chargé de trois étoiles de gueules et un autre abaissé d'argent.